# أوبرا الخادمة السيدة (بيرجوليزي)
أوبرا الخادمة السيدة بالإيطالية La serva padrona وبالإنجليزية The Servant Turned Mistress هي أوبرا هزلية لجيوفاني باتيستا بيرغوليزي (1710 – 1736) كتب كلماتها جينارو أنطونيو فيدريكو عن مسرحية لجاكوبو أنجيلز نيلي. مدة الأوبرا 45 دقيقة فقط وكانت في الأصل تعرض كإنترمتزو بين فصول أوبرا جادة أطول منها. (نفس الليبريتو كتبه جيوفاني بازيليو سنة 1781).
لابد من تناول أوبرا «الخادمة السيدة» بشيء من الحذر. الكثير من الآريات ساحرة ومبتكرة (وتبدو تشبه موتسارت بشكل مدهش) لكن أكثر من ثلث الأوبرا يتخذ شكل رسيتاتيف طويل، رغم أنه متسامح مع شئون المسرح المصاحبة، يمكن أن تكون مرهقة في التسجيل.

## ملخص العمل
الحبكة تروي عن كيفية خداع خادمة ظالما (سيريبنا) لسيدها المسن (أمبيرتو) ليتزوجها خلال جعل خادم يتنكر (فيسبوني) كعريس مرتقب. الكثير من الكوميديا مشتق من حقيقة أن دور فيسبوني صامت، بالتالي يقدم مجال للعديد من سوء التفاهم الكوميدي. رسم الشخصيات بسيط لكن حيوي والعواطف الأاسية للمؤدين مرسخة بأناقة خلال الكتابة المباشرة والمنغمة. الجملة التي تقولها سيربينا Stizzoso, mio stizzoso (أيها الحبيب الغاضب) ترسخ موقفها كامرأة شرسة ومتطلبة، وتمهد الساحة باناقة للآريا في الجزء الثاني A Serpina penserete (ستتذكرين جيدا يا سيربينا أحد الأيام) حيث يتضح خلال موسيقى جميلة، انها ليست سيئة رغم كل شيء. تنتهي الاوبرا بفرقة صغيرة رائعة حيث يعترف أمبيرتو بحبه أخيرا وتحتفل سيربينا بنصرها.

## هوامش
1. 1 2 3 4 5 6  مذكور في: Archivio Storico Ricordi. Archivio Storico Ricordi opera ID: 329. الوصول: 20 أكتوبر 2021.
2. ↑  The Rough Guide to Classical Music